# Роузбад (индейская резервация)
Роузбад (англ. Rosebud Indian Reservation) — индейская резервация племени верхние брюле, расположенная в юго-западной части штата Южная Дакота, США.

## История
Индейская резервация Роузбад была основана в 1889 году после разделения правительством США резервации Грейт-Су. В период с 1904 по 1910 годы, согласно решению Конгресса США, на территорию резервации прибыли белые поселенцы, в результате чего, верхние брюле потеряли большую часть своей земли.

## География
Территория резервации охватывает округ Тодд и часть округов Меллетт, Трипп, Лаймен и Грегори. Общая площадь Роузбад составляет, включая трастовые земли (1 514, 195км²), составляет 5 116,494 км², из них 5 106,393 км² приходится на сушу и 10,101 км² — на воду. Столицей резервации является статистически обособленная местность Роузбад.
Резервация расположена на Великих равнинах, немного к северу от Песчаных холмов Небраски, на её территории имеются большие площади соснового леса.

## Демография
| Год переписи                    | Нас.  |  | %±    |
| ------------------------------- | ----- |  | ----- |
| 2000                            | 10469 |  | —     |
| 2010                            | 10869 |  | 3,8%  |
| 2020                            | 10570 |  | −2,8% |
| 2000–2020 U.S. Decennial Census |       |  |       |

По данным федеральной переписи населения 2000 года в резервации проживало 10 469 человек. В 2017 году население резервации составляло 11 354 человека. Большинство верхних брюле проживало в Роузбад. Уровень безработицы в резервации составлял 83 %.
Согласно федеральной переписи населения 2020 года в резервации проживало 10 570 человек, насчитывалось 2 975 домашних хозяйств и 3 213 жилых домов. Средний доход на одно домашнее хозяйство в индейской резервации составлял 22 884 доллара США. Около 61,3 % всего населения находились за чертой бедности, в том числе 71,7 % тех, кому ещё не исполнилось 18 лет, и 31,5 % старше 65 лет.
Расовый состав распределился следующим образом: белые — 778 чел., афроамериканцы — 10 чел., коренные американцы (индейцы США) — 9 358 чел., азиаты — 47 чел., океанийцы — 1 чел., представители других рас — 14 чел., представители двух или более рас — 362 человека; испаноязычные или латиноамериканцы любой расы составили 246 человек. Плотность населения составляла 2,07 чел./км².